# Tapu (Nouvelle-Zélande)
Tapu est une localité située sur le côté ouest de la Péninsule de Coromandel dans l'Île du Nord de la Nouvelle-Zélande.

## Situation
La route State Highway 25 /SH 25 (en), la traverse ville de Tapu.
La ville de Coromandel est située à 35 km vers le nord, et la ville de Thames est à 19 km vers le sud.
Le fleuve Tapu s’écoule à partir de la chaîne de Coromandel (en) jusqu’au-delà la ville dans la baie de la Firth of Thames vers l’ouest ,.

## Accès
La "Tapu-Coroglen Road", est une roue en gravier, sinueuse, franchissant la chaîne de Coromandel (en) avec la ville de Coroglen vers l’est.

## Éducation
L’école de Tapu School est une école primaire mixe allant de l’année 1 à 8 avec une taux de décile de 4 et un effectif de 28 élèves.

## Personnalités liées à la commune
- Mary Barkas, psychiatre, y a pris sa retraite et y est morte en 1959.